# Rick Edwards
Richard Edwards (* 1979 in London Borough of Enfield) ist ein britischer Hörfunk- und Fernsehmoderator, Journalist und Autor. Edwards präsentierte T4 vier Jahre lang und moderierte außerdem Tool Academy, Freshly Squeezed, E4 Music und einen Großteil der Paralympics-Berichterstattung 2012 von Channel 4. Edwards moderierte auch die Radiosendung „Fighting Talk“ auf BBC Radio 5 Live. Als Journalist hat er für The Observer, den Evening Standard und HuffPost geschrieben. Von 2017 bis 2021 moderierte er die BBC-Quizshow Impossible und seit November 2021 ist er Co-Moderator der BBC Radio 5 Live-Frühstücksshow (anstelle von Nicky Campbell), normalerweise zusammen mit Rachel Burden.

## Leben

### Ausbildung
Er besuchte die Portsmouth Grammar School und besuchte später das Pembroke College, Cambridge, studierte zunächst Mathematik, bevor er nach seinem ersten Jahr in die Naturwissenschaften wechselte. Während seines Studiums führte er Stand-up- und Sketch-Shows auf.

### Karriere
Edwards moderierte mehrere Jahre lang eine Samstagabend-Radiosendung auf XFM mit dem Titel The Weekender, seine letzte Sendung moderierte er am 10. Januar 2009. Er war auch Teil des BBC-Moderationsteams für die Berichterstattung über das Reading and Leeds Festival. Im Jahr 2011 moderierte Edwards die Tool Academy auf E4, eine Reality-TV-Show über müde Freundinnen, die ihre leistungsschwachen anderen Hälften an einer Schule anmelden, in der „Werkzeuge zu Männern“ werden. Während der Paralympics 2012 war Edwards Teil des Kommentatorenteams von Channel 4 und moderierte gemeinsam mit Ade Adepitan die Sendung That Paralympic Show.
Im Jahr 2013 begann Edwards, zusammen mit Tina Daheley die politische Diskussionssendung Free Speech für BBC Three zu moderieren. Während der Parlamentswahl 2015 präsentierten sie eine Reihe von Sonderangeboten zur Redefreiheit.
Als Autor wurde sein Originalfilm „Burger Van Champion“ 2013 als Teil der Coming Up-Reihe von C4 in Auftrag gegeben und vom Observer als „bemerkenswertes Debüt“ und von Time Out als „lustig, berührend [und] hervorragend geschrieben“ beschrieben.
Im Juli 2015 begann Edwards mit der Präsentation der ITV2-Panelshow „Safeword“, die 2016 für eine zweite Serie zurückkehrte.
Edwards moderiert derzeit zusammen mit Michael Brooks den Podcast Science(ish), der sich mit der Wissenschaft hinter populären Filmen befasst. Die Sendung erwies sich als solch ein Erfolg, dass das Duo von Atlantic beauftragt wurde, ein gleichnamiges Buch zu schreiben, Science(ish): The Peculiar Science Behind The Movies, das im Oktober 2017 veröffentlicht wurde und auf Platz 1 in der Kategorie „Physik, Kosmologie“, und Humorvolle Essays waren mehrere Wochen lang in den Amazon-Charts und erreichten Platz 21 in den Gesamtbuch-Charts. Der Podcast selbst hat die iTunes-Charts für Wissenschaft und Medizin angeführt.
Im März 2016 bekam Edwards neben Bec Hill die Moderatorenrolle im DC Fancast von Sky. Er behauptet, dies sei ein echter Höhepunkt seiner Karriere. Im Januar 2017 begann Edwards mit der Moderation von Impossible, einer tagsüber stattfindenden BBC One-Quizshow.
Ab März 2019 spielte Edwards neben YouTuber und Flussjäger Beau Ouimette in der Miniserie „River Hunters“ von History mit.
Im September 2021 gab BBC Radio 5 Live bekannt, dass es Edwards als Moderator seiner neuen Frühstücksshow an der Seite von Rachel Burden engagiert hat. Der Start von 5 Live Breakfast im neuen Look fand am 8. November 2021 statt, nachdem Nicky Campbell später am Tag zu einem Slot gewechselt war.

### Privat
Edwards sagte, dass er einen sehr schlechten Geruchssinn habe, weil er in der Schule reines Ammoniak gerochen habe. Edwards unterstützte 2010 zusammen mit seinem Freund George Lamb die grüne Organisation Global Cool im Rahmen ihrer Traincation-Kampagne.
Edwards heiratete 2016 die EastEnders- und Father Brown-Schauspielerin Emer Kenny. Ihr Sohn wurde im Januar 2023 geboren.

## Filmografie (Auswahl)
Filme
- 2011: Powder Girl (Chalet Girl)
- 2013: Stalled

Serien
- 2008: Touch Me, I’m Karen Taylor (Fernsehserie Folge 2×01)
- 2009: Hollyoaks (Fernsehserie Folge 1×2706)
- 2011: Comedy Lab (Fernsehserie Folge 12×03)
- 2015: Chewing Gum (Fernsehserie Folge 1×02)
- 2019: Mandy (Fernsehserie Folge Pilot)

Drehbuch
- 2010: The Boot Sale (Kurtzfilm)
- 2011: Comedy Lab (Fernsehserie Folge 12×03)
- 2012: Games On (Miniserie 3 Folgen)
- 2013: Coming Up (Fernsehserie Folge 11×02)
- 2015: Baguettes (Kurzfilm)

## Schriften
- Birds of Prey. 1998, ISBN 978-0-9532504-0-0.
- None of the Above. 2015, ISBN 978-1-4711-4932-0.
- Zusammen mit Michael Brooks: Science(ish): The Peculiar Science Behind the Movies. 2017, ISBN 978-1-78649-221-0.